# Monasterios en las faldas del Popocatépetl
Los  Primeros monasterios del siglo XVI en las faldas del Popocatépetl son quince monasterios del siglo XVI que fueron construidos por los agustinos, los franciscanos y los dominicos para evangelizar las zonas al sur y al este del Popocatépetl, un volcán en el centro de México. Estos monasterios fueron reconocidos por la Unesco como Patrimonio de la Humanidad en 1994, debido a que sirvieron de modelo para los demás monasterios e iglesias de la Nueva España, así como para los esfuerzos de evangelización en la Nueva España y algunos puntos más allá en América Latina.
Todos responden a un modelo arquitectónico que se extendió rápidamente sobre toda la región, contienen ciertos elementos básicos comunes y fueron construidos en una secuencia cronológica regular. Comenzaron con los muros del atrio, la capilla abierta y las capillas posas. A continuación siguió la nave del templo y los edificios auxiliares. Durante este proceso, el atrio formaba parte fundamental en el proceso de convertir a los nativos, que estaban acostumbrados a que las ceremonias religiosas tuvieran lugar al aire libre. Finalmente fueron agregados otros elementos, tales como las torres, las capillas laterales y, en algunos casos, un segundo patio o segundos pisos para los monasterios.

## Región

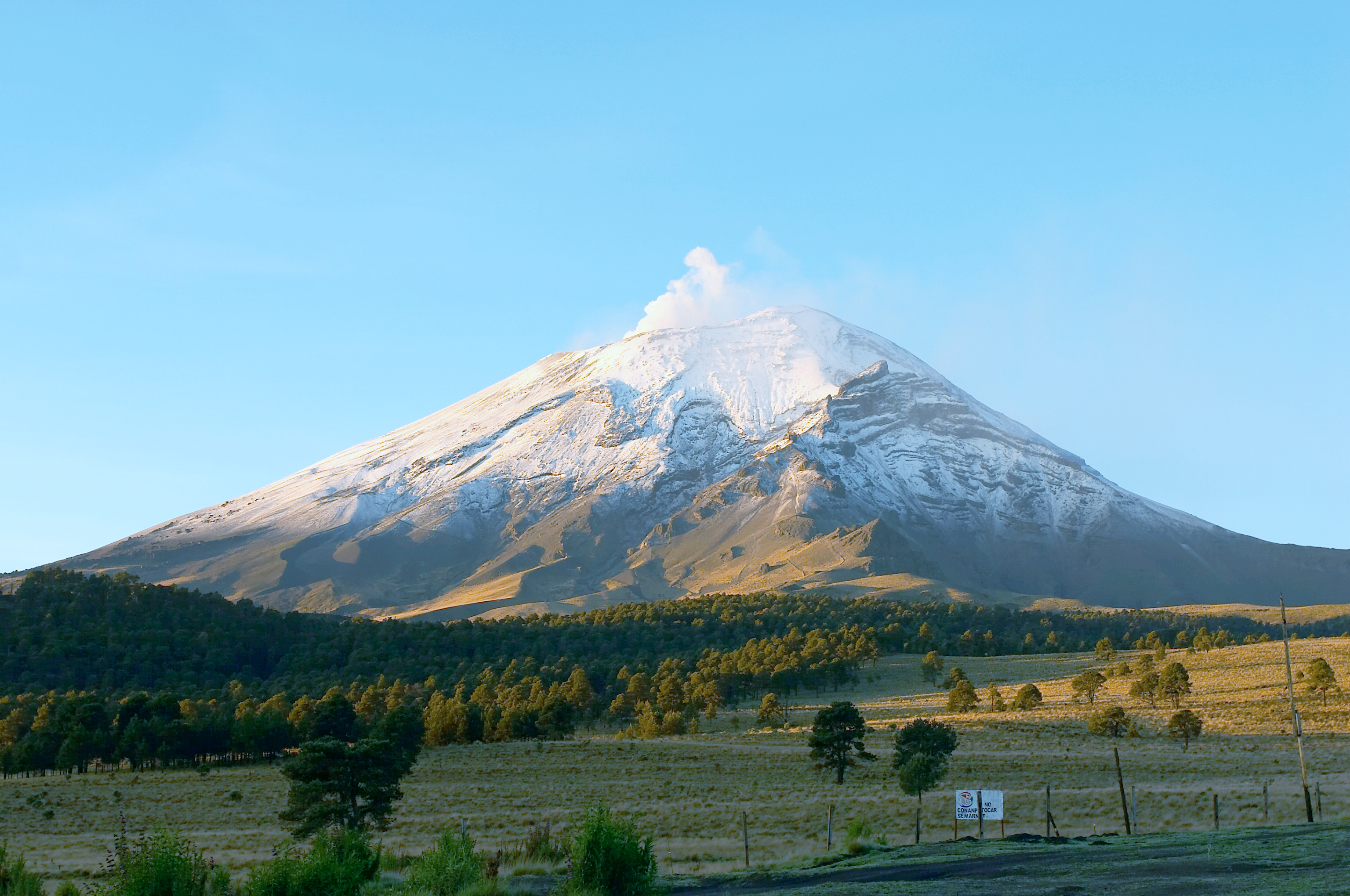
El volcán Popocatépetl visto desde el Paso de Cortés.

El Patrimonio de la Humanidad consta de quince monasterios que se encuentran al sur y al este de la Ciudad de México, la mayoría en el estado de Morelos, excepto tres que se hallan en el estado de Puebla y uno en el Estado de Tlaxcala. Los monasterios en Morelos se encuentran en los municipios de Atlatlahucan, Cuernavaca, Tetela del Volcán, Yautepec, Ocuituco, Tepoztlán, Tlayacapan, Totolapan, Yecapixtla y Zacualpan de Amilpas. Los tres de Puebla se encuentran en Calpan, Huejotzingo y Tochimilco. Y el último en la capital del estado de Tlaxcala añadido este último en el 2021. La mayoría de estos monasterios se encuentra en la periferia del volcán Popocatépetl.
A pesar de que el Popocatépetl es un volcán activo, ninguno de los monasterios ha sido afectado por esta actividad, aunque algunos han sido dañados por la actividad sísmica. El peligro del volcán es bajo en estos monasterios y en los más de cien monumentos históricos de la región, debido a que en esta zona son bajos los flujos de lava del volcán y a que los monumentos no fueron construidos en las zonas donde la lava tiende a correr.

## Historia
Los monasterios son parte de la historia de la primera evangelización de México. Los franciscanos fueron llevados a la Nueva España por Hernán Cortés, seguidos poco después por los dominicos y los agustinos. Después de establecerse en la Ciudad de México y en el resto del Valle de México, evangelizaron la zona al sur y al este del Popocatépetl. Los misioneros encargados fueron Juan de Tecto, Juan de Ayora y Pedro de Gante, el último de los cuales aprendió náhuatl para comunicarse con los pueblos indígenas.
Los franciscanos en 1525 fundaron los monasterios de Huejotzingo, Cuernavaca, Calpan y Tochimilco. Los dominicos llegaron en 1526 y fundaron los monasterios de Oaxtepec, Tepoztlán, Tetela del Volcán y San Andrés Hueyapan. Los agustinos llegaron en 1533 y fundaron los monasterios de Ocuituco, Totolapan, Yecapixtla, Tlayacapan, Atlatlahucan y Zacualpan de Amilpas. Más tarde, estos monasterios sirvieron de base para misioneros en partes de la Nueva España, como Guerrero, Oaxaca, Chiapas y Guatemala.
Los monasterios sirvieron como pilares de las ciudades fundadas y refundadas por los españoles durante la época colonial temprana. Los monasterios también sirvieron como hospitales, escuelas e instalaciones de almacenamiento de alimentos y agua, con acueductos que a menudo conducen a ellos. Los agustinos no sólo evangelizaron; también establecieron los primeros centros de enseñanza para los pueblos indígenas. Los dominicos dieron mayor prioridad al desarrollo económico, aprovechando la fertilidad de la tierra.
Debido al terremoto del 19 de septiembre de 2017, varios de los monasterios sufrieron daños tanto leves como graves, como en las capillas pozas, campanarios y cúpulas. Siendo el Convento de San Juan Bautista en Tlayacapan uno de los más afectados.

## Monasterios
Los quince monasterios inscritos en la Lista de la Unesco como Patrimonio de la Humanidad que se encuentran alrededor de las faldas del volcán Popocatépetl son:
| Código  | Imagen | Nombre                                                                          | Localidad                | Estado   | Coordenadas                                 | Área protegida                                         |
| ------- | ------ | ------------------------------------------------------------------------------- | ------------------------ | -------- | ------------------------------------------- | ------------------------------------------------------ |
| 702-001 |        | Templo y Antiguo Convento de San Mateo Apóstol                                  | Atlatlahucan             | Morelos  | 18°56′5″N 98°53′52″O / 18.93472, -98.89778  | Propiedad: 1.23 ha. Zona de amortiguamiento: 0.13 ha.  |
| 702-002 |        | Antiguo convento de la Asunción (Catedral de Cuernavaca)                        | Cuernavaca               | Morelos  | 18°52′2″N 99°14′42″O / 18.86722, -99.24500  | Propiedad: 1.57 ha. Zona de amortiguamiento: 1.43 ha.  |
| 702-003 |        | Convento de Santo Domingo de Guzmán, Hueyapan                                   | San Andrés Hueyapan      | Morelos  | 18°53′10″N 98°41′25″O / 18.88611, -98.69028 | Propiedad: 0.91 ha. Zona de amortiguamiento: 0.5 ha.   |
| 702-004 |        | Convento de Santo Domingo de Guzmán, Oaxtepec                                   | Oaxtepec                 | Morelos  | 18°54′25″N 98°58′15″O / 18.90694, -98.97083 | Propiedad: 0.99 ha. Zona de amortiguamiento: 1.14 ha.  |
| 702-005 |        | Templo y Antiguo Convento de Santiago Apóstol                                   | Ocuituco                 | Morelos  | 18°52′37″N 98°46′32″O / 18.87694, -98.77556 | Propiedad: 0.62 ha. Zona de amortiguamiento: 1.28 ha.  |
| 702-006 |        | Convento de la Natividad o de la Anunciación                                    | Tepoztlán                | Morelos  | 18°59′11″N 99°5′59″O / 18.98639, -99.09972  | Propiedad: 1.42 ha. Zona de amortiguamiento: 1.31 ha.  |
| 702-007 |        | Convento de San Juan Bautista                                                   | Tetela del Volcán        | Morelos  | 18°53′31″N 98°43′46″O / 18.89194, -98.72944 | Propiedad: 1.19 ha. Zona de amortiguamiento: 2.89 ha.  |
| 702-008 |        | Convento de San Juan Bautista                                                   | Tlayacapan               | Morelos  | 18°57′20″N 98°58′52″O / 18.95556, -98.98111 | Propiedad: 0.62 ha. Zona de amortiguamiento: 1.36 ha.  |
| 702-009 |        | Convento de San Guillermo                                                       | Totolapan                | Morelos  | 18°59′24″N 98°55′6″O / 18.99000, -98.91833  | Propiedad: 3.61 ha. Zona de amortiguamiento: 1.23 ha.  |
| 702-010 |        | Convento de San Juan Bautista                                                   | Yecapixtla               | Morelos  | 18°53′3″N 98°51′47″O / 18.88417, -98.86306  | Propiedad: 1.2 ha. Zona de amortiguamiento: 3.13 ha.   |
| 702-011 |        | Convento de la Inmaculada Concepción                                            | Zacualpan de Amilpas     | Morelos  | 18°47′11″N 98°46′5″O / 18.78639, -98.76806  | Propiedad: 1.94 ha. Zona de amortiguamiento: 0.24 ha.  |
| 702-012 |        | Convento de San Francisco de Asís                                               | San Andrés Calpan        | Puebla   | 19°6′0″N 98°27′54″O / 19.10000, -98.46500   | Propiedad: 1.51 ha. Zona de amortiguamiento: 0.75 ha.  |
| 702-013 |        | Convento de San Miguel Arcángel                                                 | Huejotzingo              | Puebla   | 19°9′27″N 98°24′13″O / 19.15750, -98.40361  | Propiedad: 5.65 ha. Zona de amortiguamiento: 1.29 ha.  |
| 702-014 |        | Convento de la Asunción de Nuestra Señora                                       | Tochimilco               | Puebla   | 18°53′28″N 98°34′21″O / 18.89111, -98.57250 | Propiedad: 1.1 ha. Zona de amortiguamiento: 2.4 ha.    |
| 702-015 |        | Conjunto Conventual Franciscano y Catedralicio de Nuestra Señora de la Asunción | Tlaxcala de Xicohténcatl | Tlaxcala | 19°18′50″N 98°14′16″O / 19.31389, -98.23778 | Propiedad: 2.82 ha. Zona de amortiguamiento: 13.88 ha. |

1. ↑  Código usado por la UNESCO, para defenir y clasificar al Patrimonio de la Humanidad.